# Atherix vicina
Atherix vicina är en tvåvingeart som beskrevs av Szilady 1943. Atherix vicina ingår i släktet Atherix och familjen bäckflugor. Inga underarter finns listade i Catalogue of Life.